# Демилль, Кэтрин
Кэтрин Демилль (англ. Katherine DeMille, урождённая Кэтрин Пола Лестер (англ. Katherine Paula Lester), 29 июня 1911 — 27 апреля 1995) — американская актриса канадского происхождения.

## Биография
Родилась в Ванкувере в семье офицера канадской армии, который вскоре после её рождения погиб в Первой мировой войне. В 1919 году, после смерти матери от туберкулеза, она полностью осиротела и попала в детский дом. В десятилетнем возрасте она была удочерена знаменитым голливудским кинорежиссёром Сесилом Б. Демиллем и его женой Констанс.
Впервые на киноэкранах Демилль появилась в 1930 году в фильме своего приёмного отца «Мадам Сатана». В дальнейшие годы своей кинокарьеры актриса снялась ещё в 24 фильмах, среди которых «Зов предков» (1935), «Крестовые походы» (1935), «Банджо на моём колене» (1936), «Рамона» (1936), «Блокада» (1938) и «Непобеждённый» (1947), прежде чем в 1956 году отошла от съёмок.
В 1937 году Демилль вышла замуж за актёра Энтони Куинна, от которого родила пятерых детей: Кристофера (1939—1941), Кристину (род. 1 декабря 1941), Каталину (род. 21 ноября 1942), Дункана (род. 4 августа 1945) и Валентину (род. 26 декабря 1952). Их старший сын Кристофер погиб в двухлетнем возрасте, утонув в бассейне друга семьи — актёра У. К. Филда. В 1953 году актриса приняла от имени супруга врученную ему премию «Оскар», в связи с тем, что он сам не мог присутствовать на церемонии. Их брак завершился разводом в 1965 году из-за внебрачных отношений Куинна.
Кэтрин Демилль умерла в 1995 году в возрасте 84 лет от осложнений болезни Альцгеймера.

## Фильмография
- 1934 — Да здравствует Вилья! / Viva Villa! — Росита Моралес
- 1935 — Зов предков
- 1936 — Ромео и Джульетта
- 1937 — Чарли Чан на Олимпийских играх
- 1947 — Непобеждённый — Ханна